# Phahurat

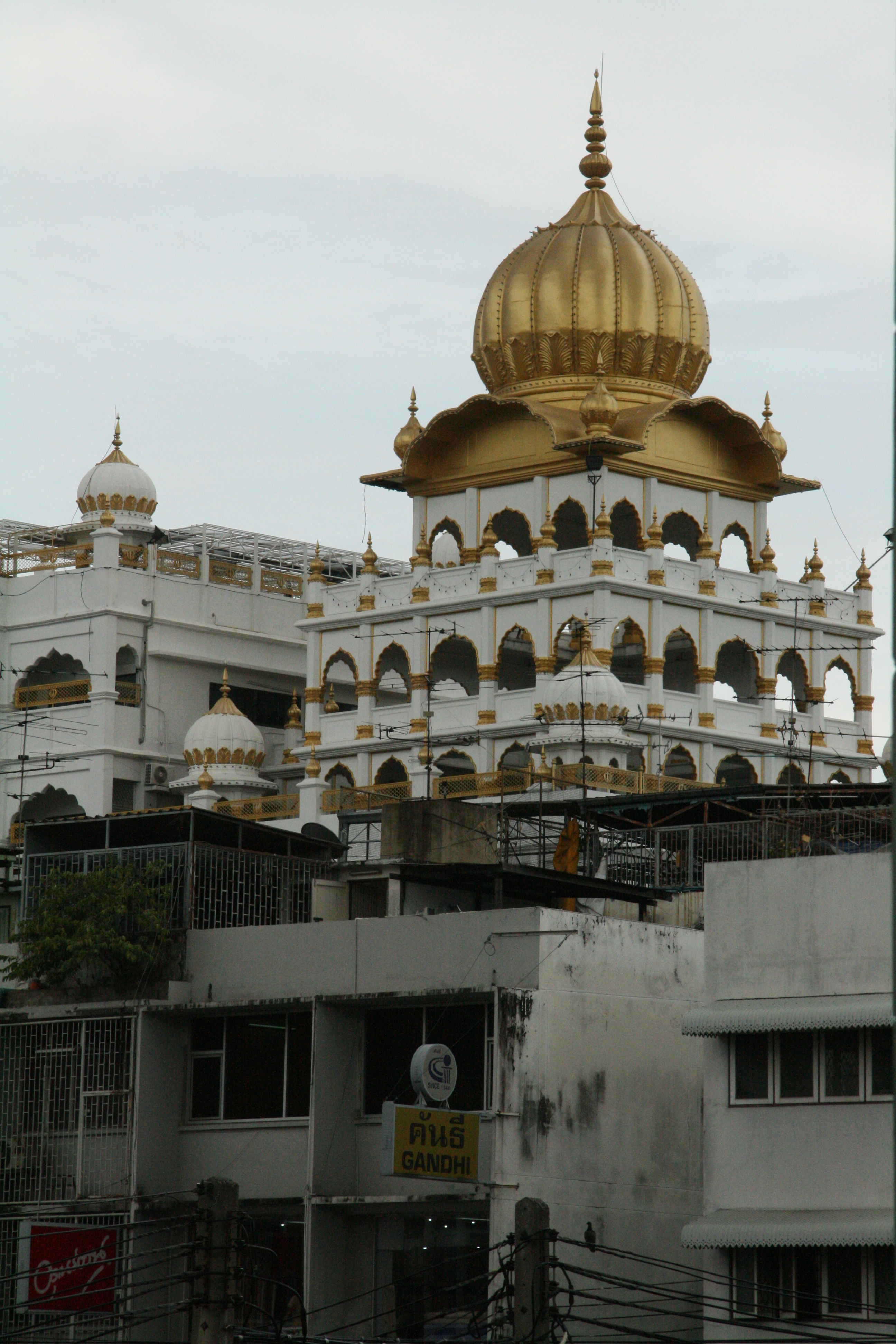
Wahrzeichen von Phahurat: das Gurudwara Sri Guru Sing Sabha

Phahurat (thailändisch พาหุรัด; auch Pahurat geschrieben) ist eine Straße (Thanon Phahurat, ถนนพาหุรัด) und ein Marktviertel (Talat Phahurat, ตลาดพาหุรัด) für Textilien im Bezirk (Khet) Phra Nakhon von Bangkok. Es gilt als das „Little India“ der thailändischen Hauptstadt.

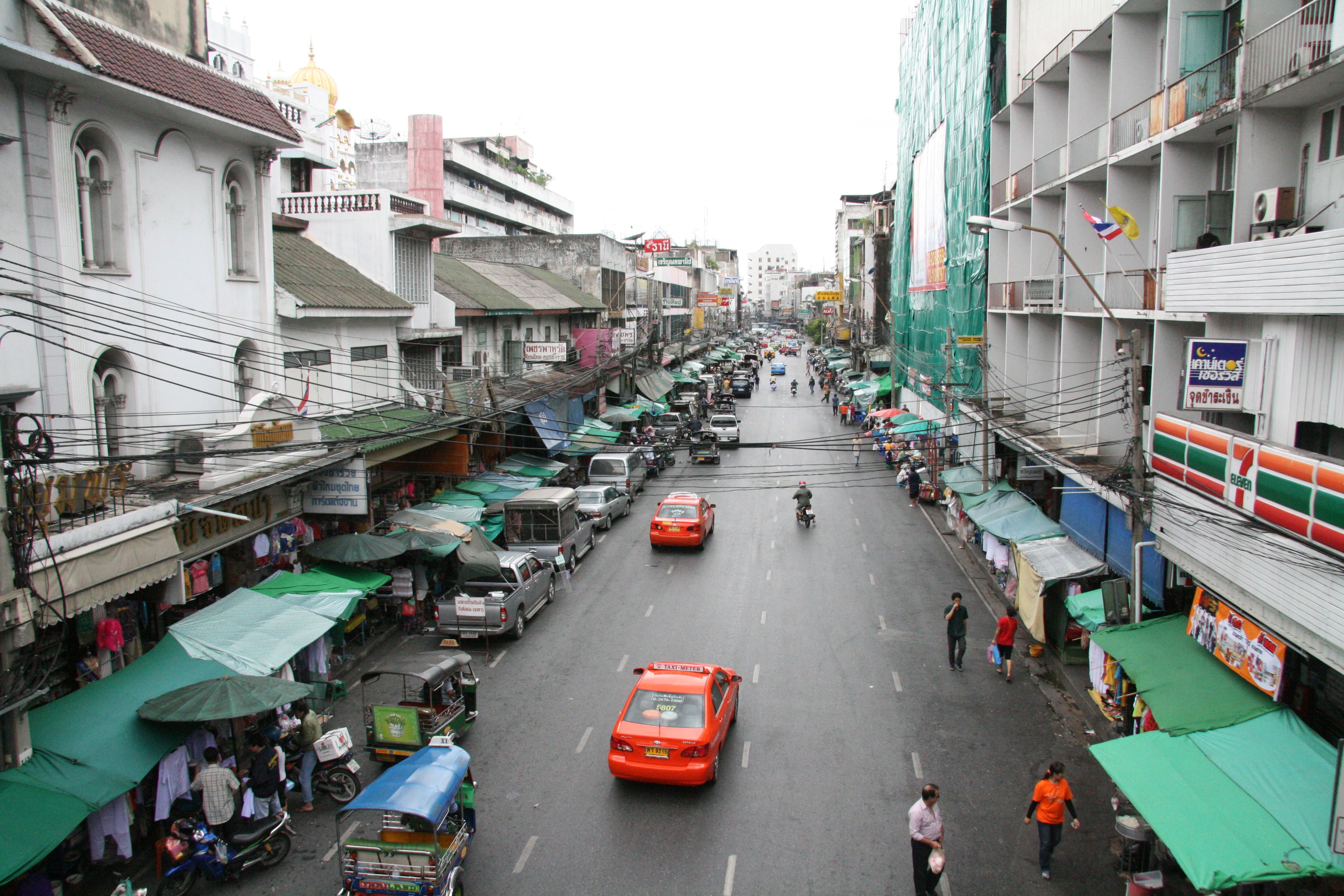
Thanon Phahurat

Ursprünglich war die Gegend während der Regierungszeit von König Taksin (reg. 1768 bis 1782) eine Enklave für vietnamesische Flüchtlinge. 1898 zerstörte ein Großfeuer das Areal und machte den Weg frei für eine Straße, die in Erinnerung an die früh gestorbene Tochter von König Chulalongkorn (Rama V.), Prinzessin Bahurada Manimaya (thailändisch สมเด็จพระเจ้าลูกเธอ เจ้าฟ้าพาหุรัดมณีมัย, RTGS Phahurat Manimai), Phahurat genannt wurde.
Viele Einwohner von Phahurat stammen aus Südasien, vornehmlich aus Indien und handeln mit Textilien. Vor etwa einhundert Jahren siedelten Sikhs in der Gegend, die noch heute im Textilhandel aktiv sind. Ihr Tempel, der Gurudwara Siri Guru Singh Sabha ist ein Wahrzeichen von Phahurat. Darüber hinaus ließen sich hier auch Hindus und Moslems nieder.
Hier gibt es auch einige für Bangkok eher ungewöhnliche Märkte, den im Kolonialstil gehaltenen Old Siam Plaza und das neue vierstöckigen India Emporium.